# 粉砕
| ウィキペディアには「粉砕」という見出しの百科事典記事はありません（タイトルに「粉砕」を含むページの一覧/「粉砕」で始まるページの一覧）。 代わりにウィクショナリーのページ「粉砕」が役に立つかもしれません。 |